# Streifen-Backenhörnchen
Das Streifen-Backenhörnchen (Tamias striatus (Linnaeus, 1758)), auch Östliches Chipmunk und Hackee genannt, ist ein waldbewohnendes Nagetier aus der Familie der Hörnchen (Sciuridae). Das im Osten Nordamerikas vorkommende Streifenhörnchen wird wegen der im Verhältnis zu allen anderen Streifenhörnchen geringeren Anzahl von oberen Vorderbackenzähne in eine eigene Untergattung Tamias (Illiger, 1811), von einigen Autoren in die eigene monotypische Gattung Tamias gestellt.

Verbreitungskarte des Streifen-Backenhörnchen

## Merkmale
Das Streifen-Backenhörnchen ist ein 13 bis 19 cm großes Streifenhörnchen. Die Länge des buschigen Schwanzes beträgt 7,5 bis 11,5 cm. Das Tier ist am Rücken grau bis schwarz und zum Bauch hin hellbraun gefärbt. Seinen Namen verdankt es seinen schwarzen und weißen Streifen an der Körperseite und seinen großen Backentaschen, welche dem Transport seiner Nahrung dienen.

## Verbreitung
Diese Art ist in den Laubwäldern an Ostküste und im Hinterland von Kanada und den USA weit verbreitet.   

## Lebensweise
Die maximale Lebenserwartung der tagaktiven Streifen-Backenhörnchen beträgt ca. fünf Jahre, meist aber nur zwei bis drei Jahre.

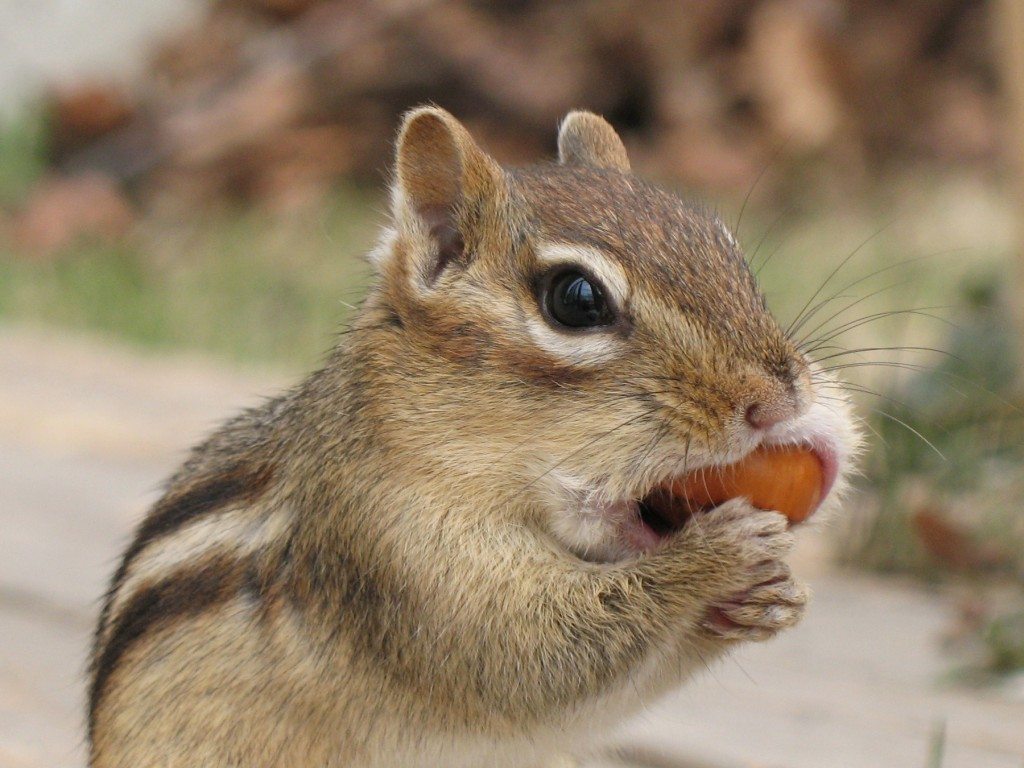
Streifen-Backenhörnchen mit gefüllter Backentasche

Zu seiner Nahrung zählen verschiedene Baumfrüchte wie Eicheln, Nüsse, Samen, Pilze und Beeren. Die Nacht oder ihre Winterruhe verbringen diese Tiere in selbstgegrabenen unterirdischen Bauten. Für die kalte Jahreszeit legen diese Hörnchen Nahrungsvorräte in hohlen Baumstümpfen u. ä. an. Diese Tiere sind standorttreu und verteidigen ihr Revier (Größe: 0,08 bis 0,60 ha) energisch gegen fremde Artgenossen. Zu den natürlichen Feinden zählen vor allem Falken, Füchse, Waschbären, Wiesel, Schlangen, Rotluchse, Kanadischer Luchs sowie Hauskatzen.

## Fortpflanzung
Von Mitte März bis Anfang April und Mitte Juli bis Mitte August wirft das Weibchen, nach einer Tragzeit von 31 Tagen bis zu 15 Junge, meist 3 bis 5, welche nach fünf Wochen entwöhnt werden. Danach folgen sie ihrer Mutter noch ein paar Monate, bis sie sich selber, ein eigenes Revier suchen.

## Bestand und Gefährdung, Schutz
Je nach Verfügbarkeit der Nahrung schwankt die Population der Art stark. Diese Art wird als nicht gefährdet (Least Concern) eingestuft.

## Innere Systematik
Es sind elf Unterarten anerkannt: 
- T. s. doorsiensis (Wisconsin): Ähnelt T. s. peninsulae mit bleichem Fell, aber mit hellerem und auffälligerem Fleck hinter den Ohren, dorsal grauer, der Schwanz ist stärker weiß gesprenkelt.
- T. s. fisheri (Unterlauf des Hudson River, nach Süden bis Virginia und Ost-Kentucky, im Westen bis Ohio): Bleicher und grauer als Typunterart.
- T. s. griseus (westlich der Großen See, Oberes Mississippi-Tal): Größer und weniger ausgeprägtes Fellmuster als die Typunterart, dafür grauer.
- T. s. lysteri (Neuengland, Upstate New York und südöstliches Kanada zwischen dem Huronsee und Nova Scotia)[4]
- T. s. ohionensis (Ohio): Sehr dunkles und mattes Fell.
- T. s. peninsulae (Wisconsin und Michigan): Mittelgroß, mit sehr bleichem und kupferfarbenem Fell.
- T. s. pipilans (Louisiana): Größte und kräftigstgefärbte Unterart mit gelblichbraun gefärbten Wangen und Flanken.
- T. s. quebecensis (Québec): Ähnelt T. s. griseus, aber kleiner und dunkler, die weißen dorsalen Streifen enden vor der Basis des Schwanzes.
- T. s. rufescens (Nordwestohio, südliche Halbinsel Michigans):[5] Kurzer Schwanz und auffallend rötliche Zeichnung.
- T. s. striatus (südliches Ohio bis Georgia)
- T. s. venustus (südwestliches Ende der Vorkommens, westlich des Mississippis, südlich Arkansas’):[6] Streifen auf dem Rücken sind heller und kräftiger gefärbt, aber kürzer als bei T. s. striatus.